# Förtroendemannalagen
Lag om facklig förtroendemans ställning på arbetsplatsen (FML) (1974:358) är en svensk lag som hanterar vad en facklig förtroendevald får göra och inte göra på arbetstid om företaget har kollektivavtal.

## Innehåll
Förtroendemannalagen stadgar bland annat att "En arbetsgivare får inte hindra en facklig förtroendeman att fullgöra sitt uppdrag." och "Facklig förtroendeman får ej med anledning av sitt uppdrag ges försämrade arbetsförhållanden eller anställningsvillkor" och att en förtroendeman har rätt till förtur om det råder arbetsbrist, om han/hon behövs vid förhandlingen.